# رشوان مصطفى
رشوان مصطفى ممثل مصري.

## السيرة الذاتية
رشوان مصطفى ممثل مصري يعرفه كثير من المشاهدين إلا أن الجميع يجهل اسمه مثله مثل كثير من الفنانين، اشتهر بالأدوار المساعدة والقصيرة في السينما المصرية وتميز بأدواره الصعبة التي تترك اثر سريع عند المشاهد. التحق بالوسط الفني عند الكبر عندما كان لديه أحد المخرجين من أصدقاءه قام بزيارته فجأه ليجد نفسة وسط الكاميرات يؤدي دور أحد الأبطال الذي تغيب عن موعد التصوير، واكتشف بداخله فنان كبير. وهو والد الفنانتين بثينة رشوان و بوسي رشوان.
من اشهر أفلامه احنا بتوع الاتوبيس سنة 1979